# Cournonterral
Cournonterral – miejscowość i gmina we Francji, w regionie Oksytania, w departamencie Hérault.
Według danych na rok 1990 gminę zamieszkiwało 4095 osób, a gęstość zaludnienia wynosiła 143 osoby/km² (wśród 1545 gmin Langwedocji-Roussillon Cournonterral plasuje się na 86. miejscu pod względem liczby ludności, natomiast pod względem powierzchni na miejscu 212.).